# Kacper Rogowski
Kacper Rogowski (ur. 14 kwietnia 1993 w Zielonej Górze) – polski żużlowiec.
Sport żużlowy uprawiał w latach 2010–2012 w klubach ZKŻ Zielona Góra (2010–2012), Kolejarz Rawicz (2011) oraz Ostrovia Ostrów Wielkopolski (2012). W 2011 r. zdobył w barwach zielonogórskiego klubu złoty medal drużynowych mistrzostw Polski. 
Brązowy medalista młodzieżowych drużynowych mistrzostw Polski (Łódź 2010). Srebrny medalista młodzieżowych mistrzostw Polski par klubowych (Gdańsk 2011). Srebrny medalista mistrzostw Polski par klubowych (Leszno 2012). Finalista młodzieżowych indywidualnych mistrzostw Polski (Gorzów Wielkopolski 2011 – IX miejsce). Dwukrotny finalista turniejów o "Brązowy Kask" (Częstochowa 2011 – XIV miejsce, Gdańsk 2012 – XI miejsce). Finalista turnieju o "Srebrny Kask" (Wrocław 2011 – XVI miejsce).
Po zakończeniu sezonu 2012 zakończył karierę.